# El Huamúchil, Oaxaca
El Huamúchil är en ort i Mexiko.   Den ligger i kommunen Santiago Amoltepec och delstaten Oaxaca, i den sydöstra delen av landet, 400 km sydost om huvudstaden Mexico City. El Huamúchil ligger 820 meter över havet och antalet invånare är 361.
Terrängen runt El Huamúchil är kuperad åt nordväst, men åt sydost är den bergig. Runt El Huamúchil är det ganska tätbefolkat, med 54 invånare per kvadratkilometer. Närmaste större samhälle är Llano Nuevo, 4,0 km öster om El Huamúchil. I omgivningarna runt El Huamúchil växer huvudsakligen savannskog.